# Фурнье, Юбер
Юбер Фурнье (фр. Hubert Fournier; род. 3 сентября 1967, Рьом, Франция) — французский футболист и тренер. С июня 2017 года — технический директор сборной Франции.

## Карьера игрока
С 1993 по 1996 год выступал за «Генгам». В сезоне 1994/95 занял с командой второе место в Лиге 2.
В 1996—1998 выступал за мёнхенгладбахскую «Боруссию».
С 1998 по 2000 играл в лионском «Олимпике».
В 2000 году вернулся в «Генгам» и играл там до 2002 года.

## Карьера тренера
В сезоне 2009/10 работал тренером в «Реймсе». С 2010 по 2014 год занимал пост главного тренера команды. В свой первый сезон работы главным тренером (2010/11) занял с командой 10-е место в Лиге 2. В следующем сезоне клуб занял 2-е место и вышел в Лигу 1. В чемпионате 2012/13 «Реймс» боролся за выживание в Лиге 1 и, в итоге, задачу выполнил. Сезон команда завершила на 14-м месте. В чемпионате 2013/14 команда заняла 11-е место.
Летом 2014 года возглавил лионский «Олимпик». В свой дебютный сезон занял с командой 2-е место в чемпионате. В Лиге чемпионов 2015/2016 «Лион» попал в одну группу с российским «Зенитом», испанской «Валенсией» и бельгийским «Гентом». Французы заняли последнее, четвёртое, место в группе и не смогли выйти в весеннюю стадию еврокубков. 24 декабря 2015 года покинул свой пост. На момент ухода, команда занимала в чемпионате 9-е место после 19-ти туров.

## Карьера функционера
Летом 2017 года стал техническим директором сборной Франции.

## Достижения

### В качестве игрока
«Генгам»
- Вице-чемпион Лиги 2 (1): 1994/95.

### В качестве тренера
«Реймс»
- Вице-чемпион Лиги 2 (1): 2011/12.

«Олимпик Лион»
- Вице-чемпион Лиги 1 (1): 2014/15.

## Тренерская статистика
Данные откорректированы по состоянию на 25 декабря 2015
| Реймс        | 1 июля 2010 | 30 июня 2014    | 164 | 57 | 49 | 58 | 34,76 |
| Олимпик Лион | 1 июля 2014 | 24 декабря 2015 | 72  | 35 | 15 | 22 | 48,5  |
| Итого        | Итого       | Итого           | 236 | 92 | 64 | 80 | 38,97 |